# Veruschka (album)
| Recensione | Giudizio |
| ---------- | -------- |
| AllMusic   | [ 1 ]    |
| Discogs    | [ 2 ]    |

Veruschka è un album del compositore italiano Ennio Morricone, interpretato dalla cantante italiana Edda Dell'Orso pubblicato nel 1995 da Point Records in formato CD. Si tratta della colonna sonora del film del 1971 Veruschka, poesia di una donna diretto da Franco Rubartelli e interpretato da Veruschka.

## Il disco
La colonna sonora del film è stata composta da Ennio Morricone, prodotta da Gianni Dell'Orso e interpretata da Edda Dell'Orso.
La colonna sonora completa del film è stata pubblicata per la prima volta solamente nel 1995 in CD dalla Point Records, e comprende 14 tracce. In seguito ristampata varie volte in CD e in LP da Easy Tempo, GDM e Dagored, con un numero di tracce superiori, da 21 a 24. Prima dell'edizione in CD del 1995, solamente il tema dei titoli del film era apparso in alcune compilation e raccolte di Ennio Morricone.

## Tracce
CD Point Records 1995/GDM 2007
1. Veruschka – 6:50
2. Intervallo I – 3:53
3. La bambola – 3:17
4. Astratto I – 3:42
5. La spiaggia – 8:19
6. Dopo l'intervista – 2:32
7. Poesia di donna – 5:03
8. Le fotografie – 1:03
9. La bambola – 3:16
10. Intervallo II – 3:58
11. Magia – 2:47
12. Astratto III – 1:49
13. Veruschka – 1:56
14. Astratto II – 1:14

Durata totale: 49:39
CD/2xLP Easy Tempo 2003
1. Veruschka (Take 2) – 0:20
2. Veruschka – 6:43
3. Veruschka (Take 3) – 2:55
4. La bambola – 3:41
5. Le fotografie – 1:00
6. Intervallo 1 – 3:50
7. La bambola (Take 2) – 4:40
8. Poesia di una donna – 5:02
9. Astratto 1 – 3:39
10. La bambola (Take 3) – 3:14
11. Veruschka (Take 4) – 2:42
12. Astratto 3 – 1:46
13. Dopo l'intervista (Take 2) – 1:59
14. Intervallo 2 – 3:56
15. Astratto 2 – 2:16
16. La bambola (Take 4) – 2:20
17. Dopo l'intervista – 2:28
18. Astratto 1 – 3:35
19. La spiaggia – 8:18
20. Magia – 2:45
21. Veruschka (Take 5) – 3:30

Durata totale: 70:39
CD GDM 2011/2xLP Dagored 2014-2016
1. Veruschka – 6:44
2. Intervallo I – 3:50
3. La bambola – 2:14
4. Astratto I – 3:39
5. La spiaggia – 8:16
6. Dopo l'intervista – 2:27
7. Poesia di donna – 5:01
8. Le fotografie – 1:01
9. La bambola (#2) – 3:14
10. Intervallo II – 3:55
11. Magia – 2:44
12. Astratto III – 1:46
13. Veruschka (#2) – 1:54
14. Astratto II – 1:14
15. Veruschka (#3 Versione Singolo) – 2:54
16. Astratto IV – 1:24
17. La bambola (#3) – 3:41
18. Astratto V – 0:35
19. Poesia di donna (#2) – 2:42
20. La spiaggia (#2) – 4:41
21. Astratto VI – 1:59
22. Poesia di donna (#3) – 2:54
23. La bambola (#4) – 1:49
24. Veruschka (#4) – 3:32

Durata totale: 74:10

## Musicisti
- Ennio Morricone: compositore
- Edda Dell'Orso: voce
- Gianni Dell'Orso: produttore

## Edizioni
- 1995 - Veruschka (Point Records, PRCD 111, CD)
- 2003 - Veruschka (The Original Complete Motion Picture Soundtrack) (Easy Tempo, ET 934 CD, CD)
- 2003 - Veruschka (Easy Tempo, ET 934 DLP, 2xLP)
- 2007 - Veruschka (GDM, VQCD 10052, CD) edizione destinata al mercato giapponese
- 2011 - Veruschka (Poesia Di Una Donna) (Colonna Sonora Originale - Edizione Speciale) (GDM, CD CLUB 7107, CD)
- 2014 - Veruschka (Original Motion Picture Soundtrack) (Dagored, RED201, 2xLP)
- 2016 - Veruschka (Dagored, RED201G, 2xLP)